# Al-Afxín Khaydhar
Al-Afxín Khaydhar o, en les fonts àrabs, Haydar fou un príncep d'Ushrusana, territori muntanyós entre Samarcanda i Khudjanda, a la Transoxiana (Mawara al-Nahr), que va succeir el seu pare Kawus, el primer príncep musulmà d'aquesta família, després del 822.
General al servei d'Al-Mamun, i després del califa Al-Mútamid, va ser designat pel germà d'aquest darrer, que era governador d'Egipte, governador de Barka (Cirenaica) des d'on va reprimir la revolta dels coptes i àrabs del delta el 831.
Va crear el regiment maghàriba, per al qual reclutava àrabs del delta i del desert occidental.
Del 835 al 837 va dirigir la campanya contra Babak a l'Azerbaidjan. En recompensa el califa li va donar una corona, dues espases amb pedres precioses i els governs de Sind i d'Armènia i l'Azerbaijan. També va participar en l'expedició a Amòrion dirigida personalment pel Califa Al-Mutasim el 838. Va planejar la mort del governador de Damasc Abu Dulaf al-Kasim ibn Isa, però es va lliurar de represàlies.
Després es va enemistar amb l'emir tahírida Abd-Al·lah ibn Tàhir, que exercia la sobirania sobre el seu principat i va instigar la revolta del ispahbadh de Tabaristan, el karínida Muhammad ben Karin conegut com a Maziyar o Mazyar (839). Quan aquest fou derrotat Afshin fou arrossegat a la seva caiguda. El 5 de setembre al-Afshin Haydar fou detingut acusat de participar en la revolta de Madkdjur a l'Azerbaidjan (i no pas de participar en la de Mazyar). Al judici que va seguir el karínida Mazyar va acusar al-Afshin de ser l'instigador de la revolta però les seves afirmacions foren inconsistents i després se'n va retractar. L'acusació d'apostasia és ambigua; fou finalment tancat a una presó a Samarra on se'l va deixar morir de fam (maig-juny del 841).